# Spectravideo CompuMate

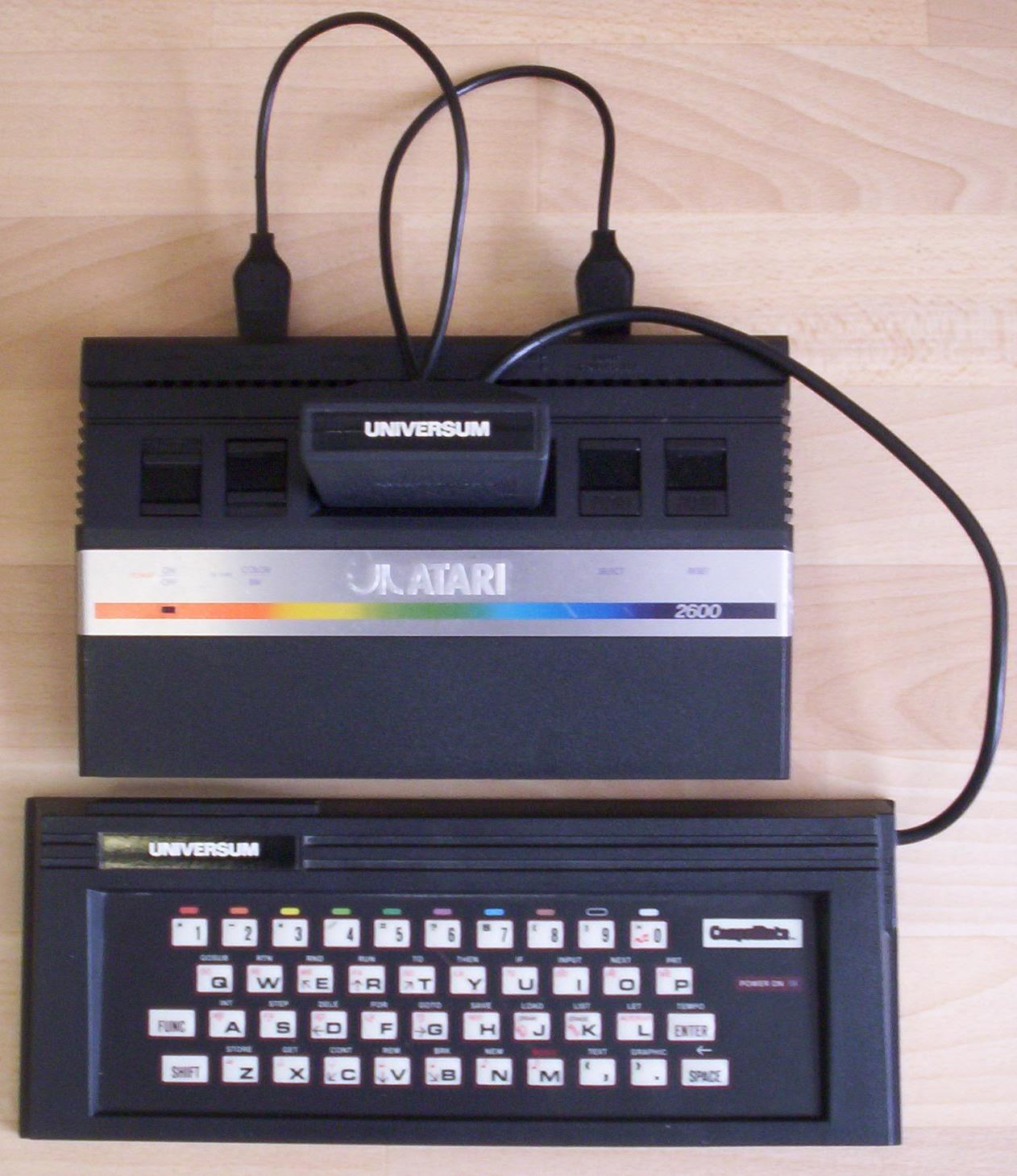
Atari 2600 Junior mit CompuMate

Der Spectravideo CompuMate SV-010 (übersetzt: „ComputerGefährte“) war eine Erweiterung der Atari-2600-Spielekonsole und ergänzte diese zu einem rudimentären Heimcomputer. Er wurde von Spectravideo hergestellt und wurde das erste Mal im Januar 1983 in Las Vegas an der Consumer Electronics Show vorgestellt.

## Beschreibung
Er bestand aus einem Steckmodul mit Joystickkabeln und einer mit einem Kabel verbundenen Membrantastatur, die an die Tastatur der Spielekonsole G7000 erinnerte. Die Tastatur konnte mit dem Atari zusammengesteckt werden und so wurde das Ganze zu einer stabilen Einheit. Dies funktionierte beim Atari 2600 Junior nicht, da dieser ein kleineres Gehäuse hatte. Das Steckmodul passte in den Cartridge-Slot des Ataris. Aus diesem Modul gingen zwei Kabel mit Joystickstecker hervor, die an die Joystickports angeschlossen werden mussten. CompuMate hatte eine Schnittstelle für einen Kassettenrekorder, um Programme und Daten laden und speichern zu können.
Durch den Atari 2600 war der Heimcomputer mit einem 6507-Prozessor mit einer Taktfrequenz von 1,18 MHz ausgestattet. Im Steckmodul standen etwa 1,75 kByte freier Arbeitsspeicher für die Programmierung und für die Anwendungsdaten der internen Programme zur Verfügung. Der beschränkte Speicher reichte etwa für 100 BASIC-Zeilen, was ernsthafte Programme unmöglich machte.
Das 16-KB-ROM wurde mit einem rudimentären BASIC ausgestattet. Es kannte Kurzbefehle, die über einen Tastendruck eingegeben werden konnten (Basic-Tokens). Der Textmodus war auf 10 Zeilen mit je 12 Zeichen beschränkt. Integriert waren ein Zeichenprogramm und ein Musikprogramm. Mit dem Zeichenprogramm konnte der Benutzer Bilder in einer Auflösung von 40 × 40 Pixel zeichnen und mehrere Bilder zu einer Animation zusammensetzen. Das Musikprogramm erlaubte das Komponieren von Melodien. Dazu musste die Tonhöhe und Tondauer jedes Tons in eine Liste eingegeben werden, die dann das System sequentiell abarbeitete.
Zusätzlich sollten im Oktober 1983 noch einige Hardwareerweiterungen erscheinen, die am Compumate angeschlossen werden konnten, wie Micro Disk, Modem, Speicherweiterungen. Jedoch aus Sorge, den hauseigenen Heimcomputern Atari 600 XL und Atari 800 XL Konkurrenz zu machen, wurden die zusätzlichen Hardwareerweiterungen nicht veröffentlicht.

## Diverses
Der CompuMate wurde in Deutschland vom Quelle-Versand unter der Hausmarke „Universum“ angeboten.
Von Atari selbst wurde das Modul Atari 2600 Basic Programming angeboten, das in Art und Umfang weit hinter dem CompuMate zurückblieb.
Die CompuMate Heimcomputer-Erweiterung gilt heute als begehrtes und teures Sammlerstück.